# Tis (district de Havlíčkův Brod)
Pour les articles homonymes, voir TIS.
Tis (en allemand : Tieß) est une commune du district de Havlíčkův Brod, dans la région de Vysočina, en République tchèque. Sa population s'élevait à 392 habitants en 2020.

## Géographie
Tis se trouve à 8 km au nord-est de Světlá nad Sázavou, à 13 km au nord-nord-est de Havlíčkův Brod, à 35 km au nord-nord-ouest de Jihlava et à 87 km à l'est-sud-est de Prague.
La commune est limitée par Habry au nord, par Kámen à l'est, par Skuhrov au sud-est, par Malčín au sud, et par Habry et Bačkov à l'ouest.

## Histoire
La première mention écrite de la localité date de 1426